# Cima Portule
Il Portule (Pòrtel o Kempel in cimbro) è una montagna delle Alpi alta 2310 m., situata nella parte occidentale dell'Altopiano dei Sette Comuni, in Provincia di Vicenza. In ordine di altezza è la terza delle tre cime della provincia di Vicenza che superano di poco i 2300 m s.l.m. dopo Cima XII e il Monte Trentin.

## Descrizione
La cima è raggiungibile attraverso varie vie, dalle salite dalla Valsugana trentina alle più agevoli vie che si dipartono nella parte alta dell'acrocoro vicentino. Il profilo del monte funge da linea spartiacque delle sottostanti Val Trentin e della Val Renzola.
Dalla sommità della cima si può scorgere l'orizzonte di tutte le Alpi Orientali, dalle Dolomiti di Brenta alle Pale di San Martino, nonché gli Appennini e la Laguna di Venezia nei giorni di cielo sereno.

## Storia

### Prima guerra mondiale
Sino a quando?...Sino a quando?...»
(Attilio Frescura - Diario di un imboscato)
Il monte, interessato da importantissimi eventi bellici durante la prima guerra mondiale, vede il suo profilo occidentale "tagliato" da una strada militare, la Erzherzog Eugen Straße, costruita da 1.300 soldati del III Corpo d'Armata austriaco nella primavera del 1916 (in appena 32 giorni) che permette di raggiungere agevolmente "Bocchetta Portule", zona nota per la presenza di fortificazioni scavate direttamente nella roccia (le cannoniere) e in seguito il trivio de "I Monumenti" e la conca di Campo Gallina dove un tempo sorgeva un'importante base logistica austro-ungarica.
La montagna venne persa dal Regio Esercito durante l'Offensiva di Primavera del 1916 ed in seguito vari tentativi di riconquista del Portule stesso sfociarono nella sanguinosa Battaglia del monte Ortigara.

### Esercitazioni militari
La zona di Cima Portule è stata interessata negli anni '50 e '60 del secolo scorso da alcune esercitazioni militari: dalla piana di Vezzena venivano infatti sparati verso il versante occidentale del Portule missili tattici Honest John da parte del 3º Gruppo missili "Volturno", un reparto di artiglieria missili dell'Esercito Italiano.

### L'incendio del 28-29 dicembre 2015
Nella tarda mattinata di lunedì 28 dicembre 2015 un incendio divampò nel versante ovest del massiccio, nei pressi della Val Renzola. Il rogo, che inizialmente coinvolgeva soltanto cinque ettari di bosco, si ampliò fino a interessare cento ettari. Nonostante il grande dispiegamento di uomini, a causa del terreno impervio e della presenza di ordigni inesplosi risalenti alla Grande Guerra, l'incendio continuò a distruggere il bosco per tutta la notte.
Solo nel tardo pomeriggio del 29 dicembre il vasto rogo fu domato grazie all'impiego di due Canadair dei vigili del fuoco, a due elicotteri del nucleo elicotteri del Trentino e a uno del servizio antincendio boschivo della Regione Veneto.

### Asteroide "Portule"
Alla montagna è stato dedicato il nome dell'asteroide numero 7900 scoperto nel 1996 dagli astronomi Ulisse Munari e Maura Tombelli dell'Osservatorio astrofisico di Asiago nella Stazione osservativa di Asiago Cima Ekar con la seguente motivazione:

## Galleria d'immagini

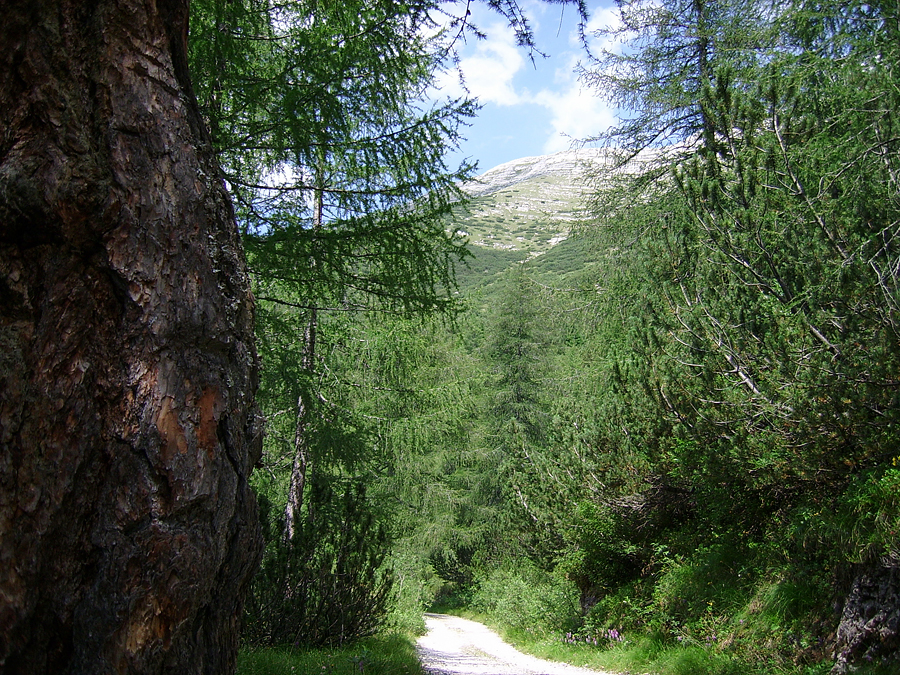
Parete ovest del Portule fotografata dalla Erzherzog Eugen Straße
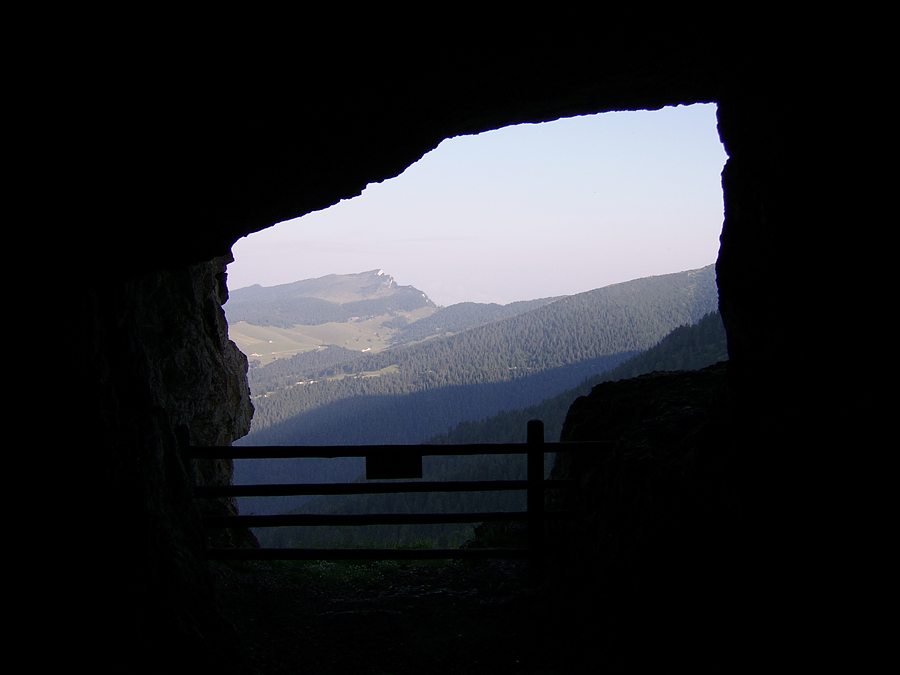
L'interno delle "cannoniere" presso Bocchetta Portule
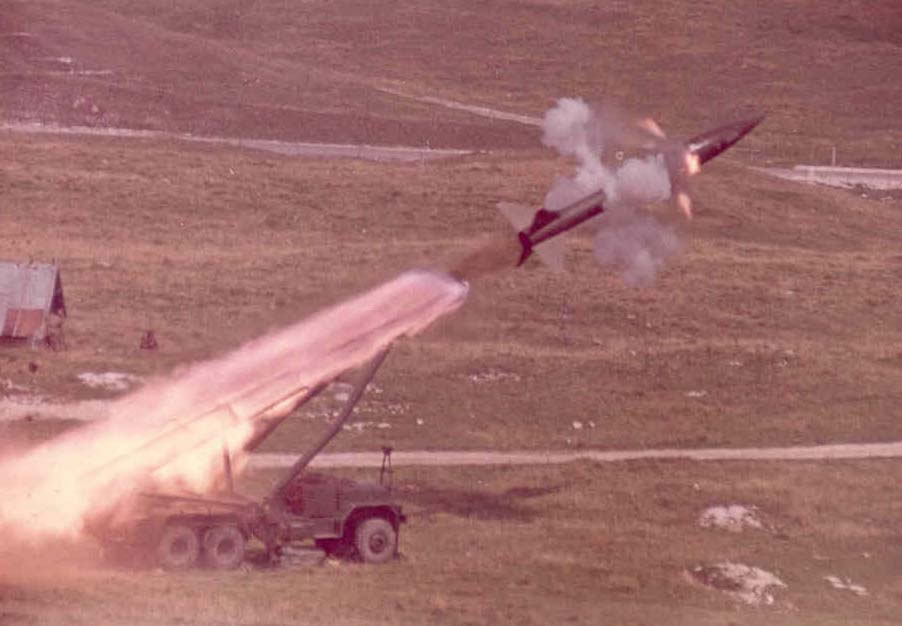
Lancio di missili Honest John sull'Altopiano
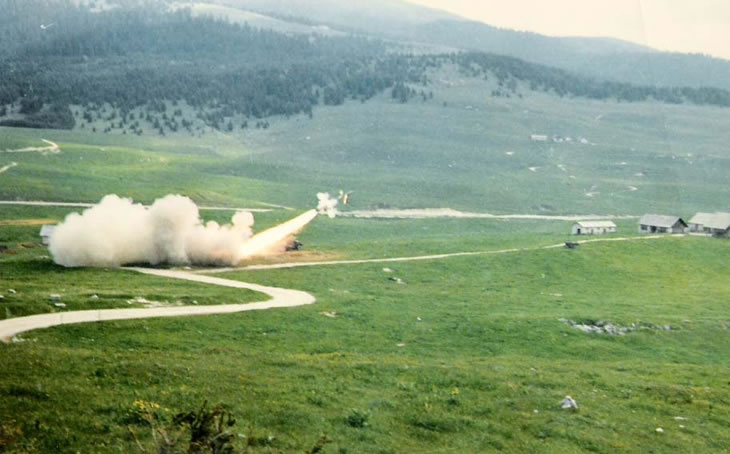
Lancio di missili Honest John sull'Altopiano
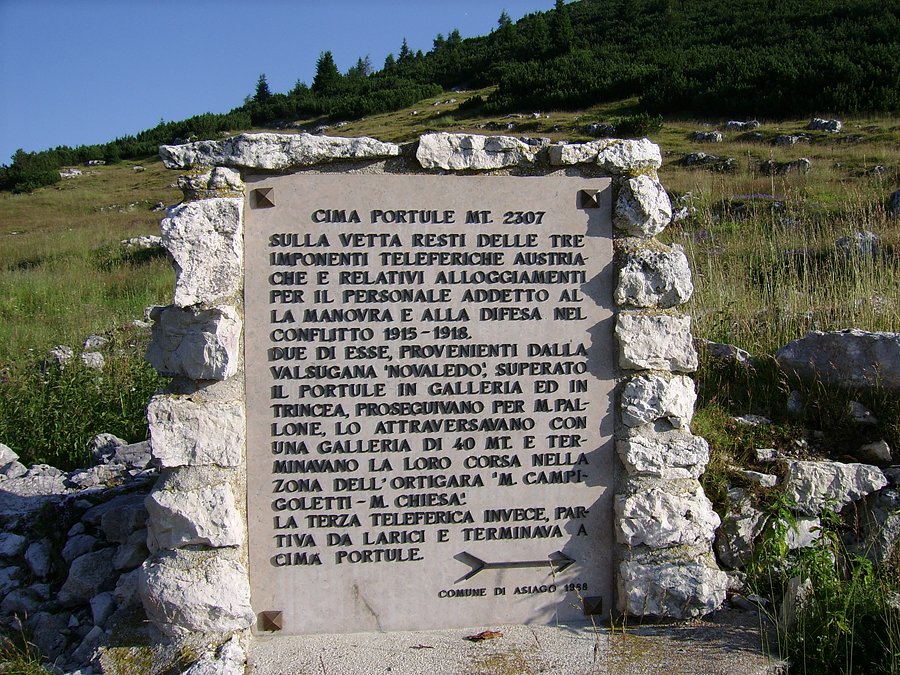
Lapide presso Bocchetta Portule
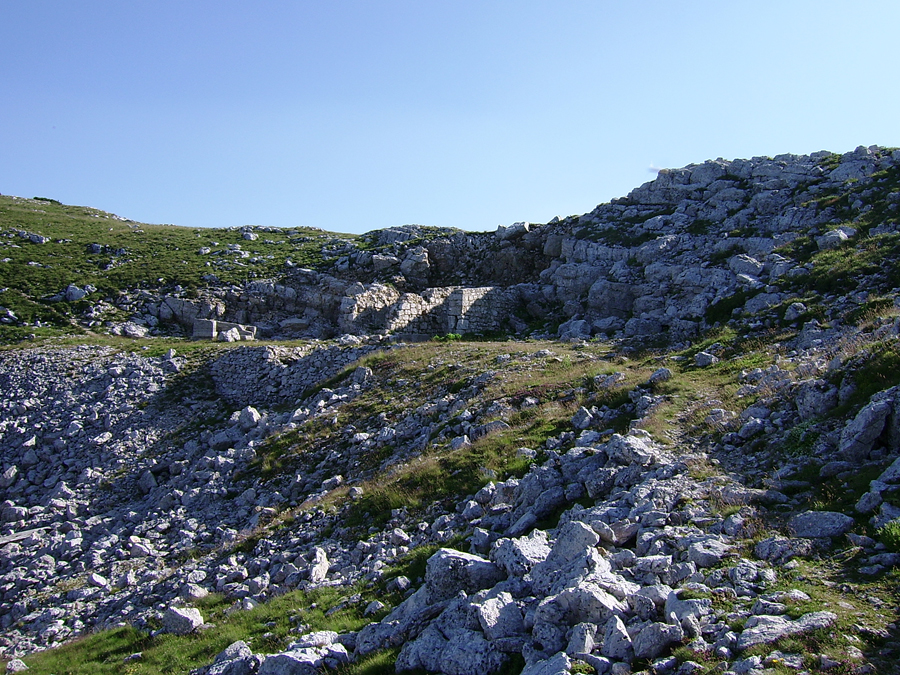
Ruderi di baraccamenti della prima guerra mondiale presso la cima
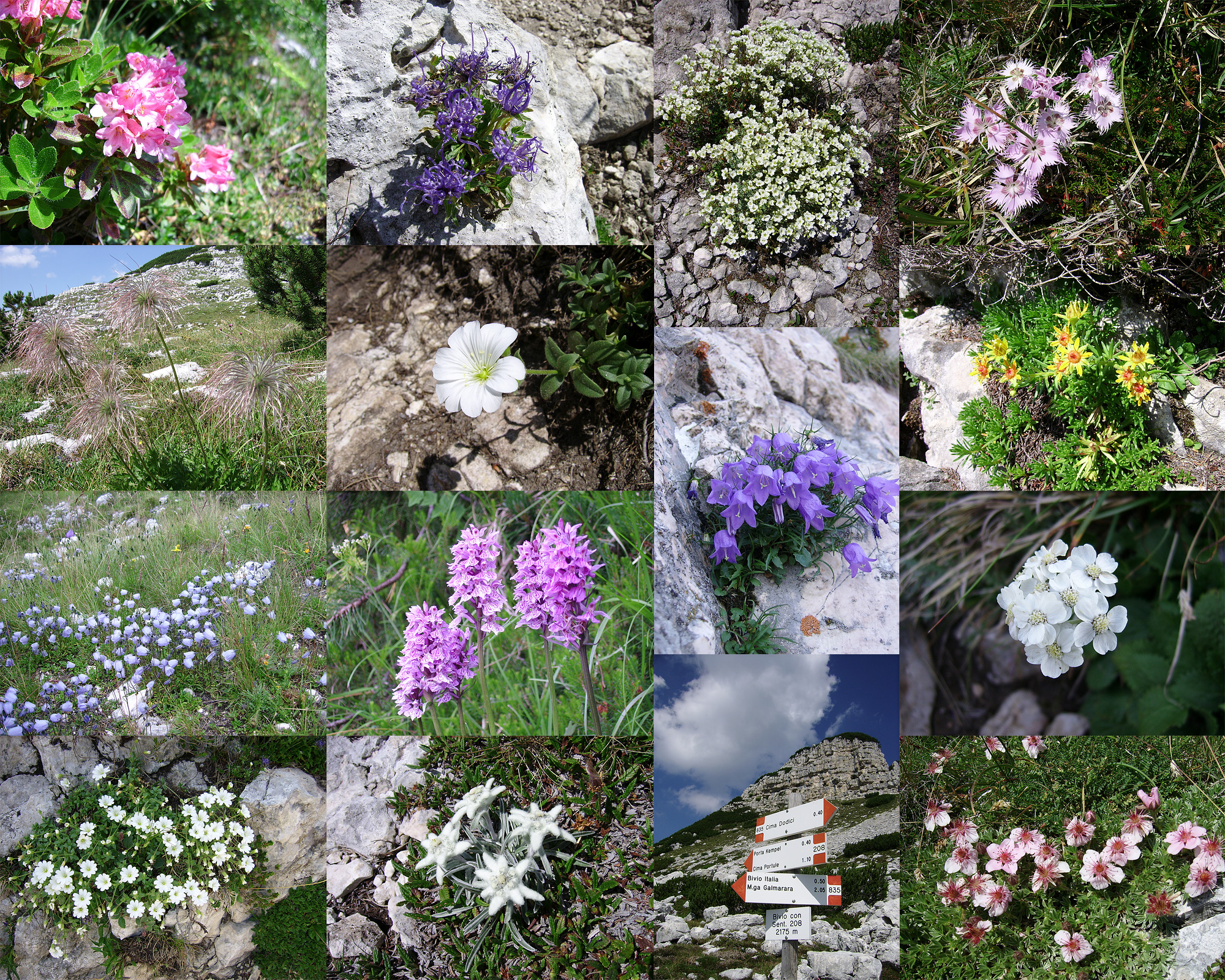
Flora alpina - Cima Portule